# Hesperandra lalannecassouorum
Hesperandra lalannecassouorum är en skalbaggsart som beskrevs av Tavakilian 2000. Hesperandra lalannecassouorum ingår i släktet Hesperandra och familjen långhorningar. Inga underarter finns listade i Catalogue of Life.